# کارخانه نخ

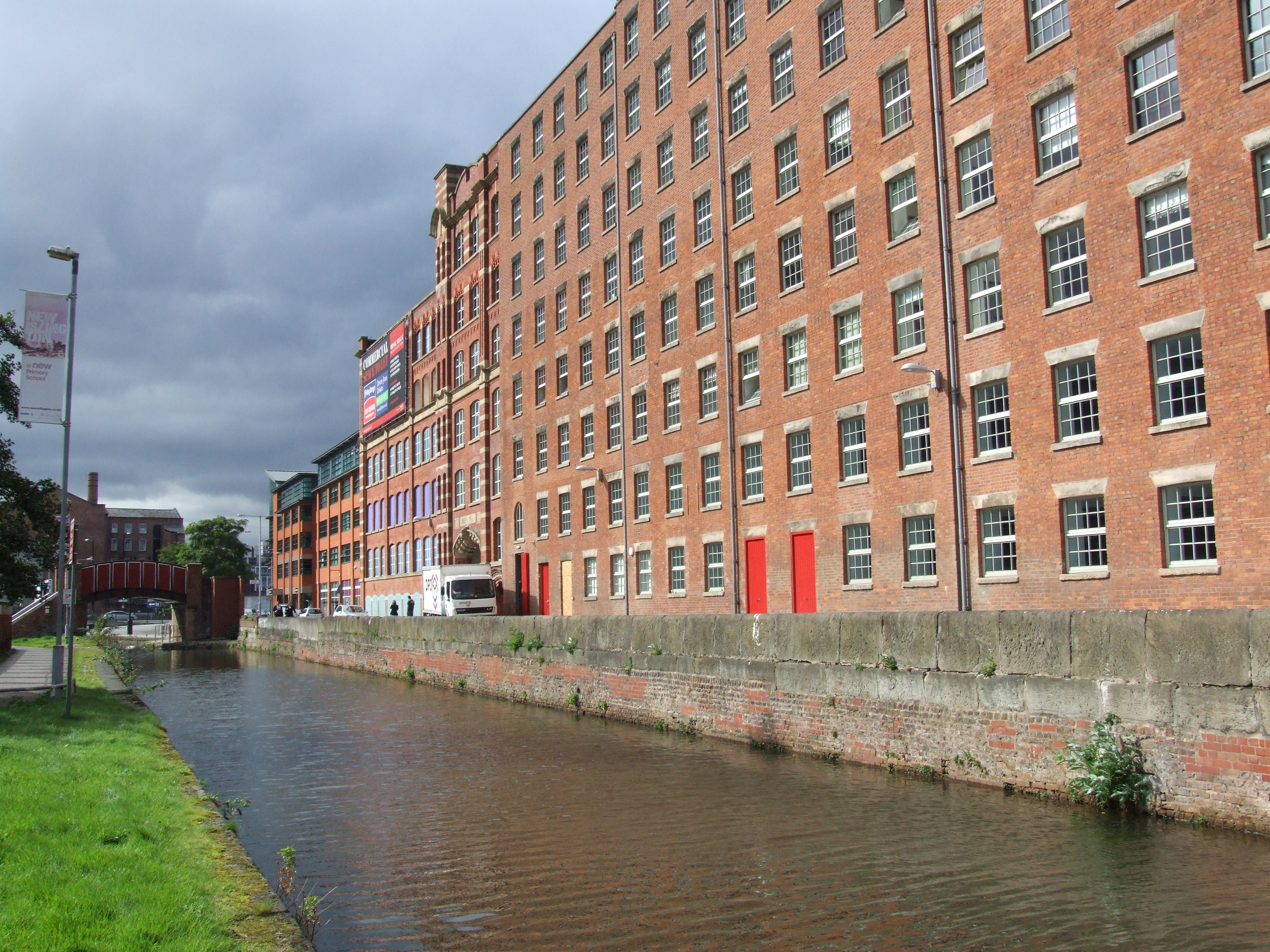
کارخانجات نخ‌ریسی در آنکوتس، منچستر، انگلیس - نماینده‌ای از منظره شهری با غالبیت کارخانه

یک کارخانه نخ یک بنا است که جایگاهی برای ماشین‌آلات ریسندگی و یا بافندگی جهت تولید نخ و یا پارچه از پنبه می‌باشد، یک نتیجه مهم در طول انقلاب صنعتی توسعه سیستم کارخانه بود.
اگرچه برخی از آنان توسط حیوانات کار، کار می‌کردند، اما کهن‌ترین کارخانه‌ها در مناطق روستایی در رودخانه‌ها و رودهای پرسرعت ساخته شدند و با استفاده از چرخ‌های آبی برای نیروبخشی ساخته می‌شدند. توسعه موتورهای بخار پایدار توسط بولتون و وات از سال ۱۷۸۱ منجر به رشد کارخانه‌های بزرگتر و با نیروی بخار شد که به آن‌ها اجازه می داد تا در شهرهای صنعتی مانند منچستر، که با همسایگان سالفورد تا ۱۸۰۲ بیش از ۵۰ کارخانه داشتند، متمرکز شوند.
مکانیزه کردن فرایند ریسندگی در کارخانجات اولیه در رشد صنعت ماشین‌ابزار موثر بوده و امکان ساخت کارخانه‌های نخ بزرگتر را فراهم می‌آورد. شرکت‌های سهامی برای ساخت کارخانه ایجاد شدند و طبقات تجاری بورس رویال منچستر، یک شهر تجاری گسترده را ایجاد کردند. کارخانه‌ها اشتغال ایجاد کردند، کارگران را از مناطق عمدتاً روستایی جذب کردند و جمعیت شهری را گسترش دادند. آنها درآمدی برای دختران و زنان تأمین می‌کردند. از کودکان کار در کارخانه‌ها استفاده می‌شد و سیستم کارخانه به جنبش کارگری منجر می‌گردید. شرایط ضعیف به سوژه روزنامه‌نگاری تحقیقی تبدیل شد و در انگلیس برای تنظیم آن‌ها، عملکرد کارخانه نوشته شد. 
کارخانه نخ، در اصل یک پدیده لانکاشر بود، در نیو انگلند و سپس در ایالت‌های جنوبی آمریکا کپی شد. در قرن بیستم، شمال غربی انگلیس برتری خود را بر ایالات‌متحده از دست داد، سپس به ژاپن و پس از آن به چین. 